# Vasilij Pavlovič Šul'ga
Vasilij Pavlovič Šulga (in russo Василий Павлович Шульга ?; Piskij, 13 aprile 1903 – Odessa, 30 dicembre 1989) è stato un generale sovietico, insignito del titolo di Eroe dell'Unione Sovietica nel corso della seconda guerra mondiale.

## Biografia
Nacque nel villaggio di Peskji, governatorato di Poltava all'interno di una famiglia di contadini. Frequentò sette anni di scuola secondaria, e rimasto orfano di padre, lavorò nella fattoria della madre.
Si arruolò nell'Armata Rossa dal settembre 1922. Inizialmente studiò alla Scuola delle Stelle Rosse di Charkiv, nell'ottobre fu trasferito ai corsi di fanteria di Feodosia e nel gennaio 1923 ai corsi di fanteria della Scuola di Sinferopoli. Si brevettò nel settembre del 1923. In quel periodo, prestò servizio nel 5° Reggimento fucilieri della 2ª Divisione fucilieri caucasica intitolata ad A.K. Stepin dell'Armata della Bandiera Rossa del Caucaso nella città di Baku: comandante di squadra in uno dei reggimenti, poi nella scuola divisionale, dall'ottobre 1924 all'agosto 1925 - comandante assistente e comandante di plotone nel 6° Reggimento fucilieri.
Nel 1927 si diplomò alla Scuola di fanteria di Vladikavkaz, e in quello stesso anno aderì al Partito Comunista dell'Unione Sovietica (PCUS). Dal settembre 1927 prestò servizio come comandante di plotone, comandante di compagnia e capo di stato maggiore di battaglione nel 74° Reggimento fucilieri, di stanza a Kremenčuk, della 25ª Divisione fucilieri Chapayev del distretto militare ucraino. Dal febbraio 1932 fu capo di stato maggiore del battaglione, vice capo di stato maggiore del reggimento e comandante di battaglione nel 64° Reggimento fucilieri della 94ª Divisione fucilieri del distretto militare siberiano nella città di Ačinsk. Nel 1936 fu espulso dal PCUS per la sua relazione con il fratello vittima delle repressioni volute da Stalin (fu privato del diritto di volo), ma non fu congedato dall'esercito e in quell'anno gli fu conferito il grado militare di tenente anziano e l'anno successivo di capitano.
Nel 1939 venne reintegrato nel partito comunista. Nel novembre 1939 fu nominato capo di stato maggiore del 503° Reggimento fucilieri della stessa divisione, e prese parte alla guerra d'Inverno contro la Finlandia. Durante le battaglie sull'istmo di Carelia rimase ferito e fu promosso maggiore. 
Dal maggio 1940 prestò servizio nella 178ª Divisione fucilieri del Distretto militare siberiano: capo del dipartimento operativo del quartier generale della divisione, capo di stato maggiore del 386º Reggimento fucilieri e, dal giugno 1941, comandante di questo reggimento. Diplomato presso l'Accademia militare M.V. Frunze nel 1941.
Con l'inizio dell'Operazione Barbarossa, la divisione entrò a far parte della 24ª Armata in corso di formazione nel Distretto militare siberiano che, alla fine di giugno, fu caricata sui treni e inviata al fronte. Dal luglio 1941 si trovava nell'esercito attivo sul fronte delle armate di riserva (dal 30 luglio fronte di riserva), partecipando alla battaglia di Smolensk. A settembre la sua divisione fu trasferita alla 29ª Armata del fronte occidentale, che all'inizio della battaglia di Mosca si stava ritirando combattendo verso Ržev. Nell'ottobre del 1941 iniziò a ricoprire l'incarico di capo di stato maggiore della 246ª Divisione fucilieri della 29ª Armata operante sul fronte di Kalinin. Partecipò alle operazioni difensive di Kalinin e offensive di Kalinin e Vjaz'ma (1942).

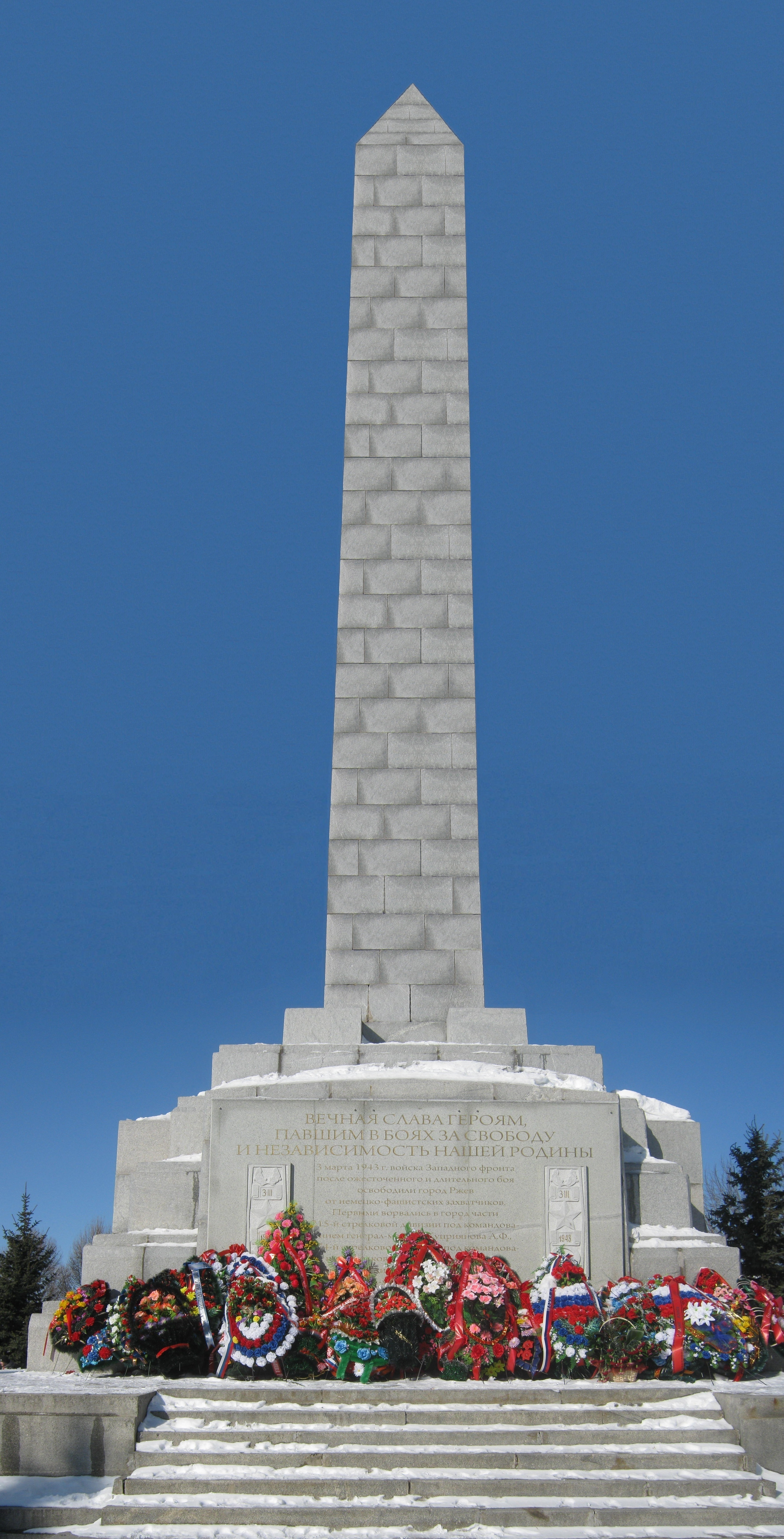
Obelisco dedicato ai liberatori di Ržev.

Dalla fine di dicembre 1941 al gennaio 1942 ricoprì temporaneamente la carica di comandante della 381ª Divisione fucilieri sul fronte di Kalinin. Il 31 dicembre 1941 divenne tenente colonnello e il 20 giugno dell'anno successivo colonnello. Nuovamente ferito, dal gennaio 1942 fu a disposizione del Consiglio militare della 29ª Armata e nel maggio dello stesso anno fu nominato capo di stato maggiore della 246ª Divisione fucilieri operante in seno a questa armata. 
Nel luglio 1942 fu nominato comandante della 274ª Divisione fucilieri (tale incarico fu approvato solo il 18 novembre 1942) della 30ª Armata del fronte di Kalinin e comandò questa divisione fino alla fine della guerra. La guidò nella prima battaglia di Ržev nell'agosto 1942 e nell'Operazione Marte nel novembre-dicembre 1942. Fu solo durante l'Operazione Büffel del 1943 che le unità dell'Armata Rossa conquistarono Ržev, la località più vicina a Mosca dove era schierato lo Heeresgruppe Mitte.
Successivamente, nella 30ª, 31ª e 33ª Armata, la sua divisione combatté sul fronte orientale. Nell'agosto-settembre 1943 la divisione prese parte all'operazione offensiva di Smolensk (Operazione Suvorov) e per la liberazione della città di Jarcevo le fu conferito il titolo onorifico "Yartsevskaya" (19 settembre 1943). Poi prese parte alle operazioni di Orsha e Vitebsk. Nell'aprile del 1944 la divisione venne trasferita alla 69ª Armata del 1º Fronte bielorusso. Lì combatté fino alla fine della guerra e prese parte alle operazioni offensive in Bielorussia, sulla Vistola-Oder, Küstrin e Berlino. Fu promosso maggior generale il 22 febbraio 1944.
Si distinse particolarmente durante l'attraversamento del fiume Vistola il 29 luglio 1944, a sud-ovest della città di Puławy e nella costituzione di una testa di ponte, sfondando la pesante e fortificata difesa nemica il 14 gennaio 1945, nella liberazione della città di Radom il 16 gennaio 1945, e nel rapido inseguimento del nemico e nella cattura di una testa di ponte attraversando il fiume Oder a nord della città di Francoforte sull'Oder.
Con decreto del Presidium del Soviet Supremo dell'Unione Sovietica del 6 aprile 1945, fu insignito del titolo di Eroe dell'Unione Sovietica con la consegna dell'Ordine di Lenin e della medaglia della Stella d'Oro.
Nel giugno 1945 la divisione venne sciolta ed egli fu nominato comandante della 265ª Divisione fucilieri del Gruppo di forze sovietiche in Germania. Nel gennaio 1946 lasciò il comandò della divisione, e nel 1948 si diplomò all'Accademia militare superiore K. E. Voroshilov. Dal giugno 1948 divenne comandante della 1ª Divisione fucilieri della Guardia del Distretto militare del Baltico. Nel gennaio 1951 divenne comandante della 57ª Divisione fucilieri della Guardia nell'8ª Armata della Guardia del Gruppo delle forze sovietiche in Germania. Dal novembre 1951 divenne comandante del 29° Corpo d'armata di fucilieri della Guardia. Dal luglio 1954 fu capo della difesa aerea del distretto militare di Odessa, e dal giugno 1956 capo della difesa aerea del distretto militare di Voronež. Nel novembre 1956 andò in pensione con il grado di maggiore generale.
Si ritirò a vita privata ad Odessa dove si spense il 30 dicembre 1989, venendo tumulato nel locale cimitero.